# رابرت لرد
رابرت لرد (انگلیسی: Robert Lord؛ ‏۱ مهٔ ۱۹۰۰ – ۵ آوریل ۱۹۷۶) فیلم‌نامه‌نویس و تهیه‌کننده اهل ایالات متحده آمریکا بود. وی بین سال‌های ۱۹۲۷ تا ۱۹۴۷ میلادی فعالیت می‌کرد.

## گزیده فیلمشناسی
- سیل جانزتاون (فیلم ۱۹۲۶) (۱۹۲۶) (همچنین داستان)
- کارآگاهان (فیلم) (۱۹۲۸) (همچنین داستان)
- هوانورد (فیلم ۱۹۲۹) (۱۹۲۹)
- سزار کوچک (۱۹۳۱) (در عنوان بندی نیامده)
- پایان پنج ستاره (۱۹۳۱)
- مسیر یکطرفه (۱۹۳۲) (داستان؛ همچنین تهیه‌کننده)
- فریسکو جنی (۱۹۳۲)
- قیمت خرید (۱۹۳۲)
- ۲۰۰۰۰ سال در سینگ سینگ (۱۹۳۲) (همچنین تهیه‌کننده)
- جشن فوتلایت (۱۹۳۳) (در عنوان بندی نیامده داستان؛ همچنین تهیه‌کننده)
- همایش در شهر (۱۹۳۳)
- جویندگان طلا در سال ۱۹۳۵ (۱۹۳۵) (داستان)
- پرواز شناسایی (۱۹۳۸)
- اعترافات یک جاسوس نازی (۱۹۳۹) (تهیه‌کننده)
- زندگی خصوصی الیزابت و اسکس (۱۹۳۹) (تهیه‌کننده)